# Stefan Marzischewski-Drewes
Stefan Marzischewski-Drewes, geb. Marzischewski (* 20. September 1965 in Gifhorn) ist ein deutscher Politiker (AfD) und seit 2022 Mitglied des Niedersächsischen Landtags. 

## Leben
Marzischewski-Drewes nahm nach dem Ende des Schulbesuchs ein Medizinstudium in Köln auf. Nach erfolgreichem Abschluss des Studiums wurde er Facharzt für Radiologie und Allgemeinmedizin. Kurzzeitig war er in Hoyerswerda am dortigen Klinikum angestellt, bevor er sich entschloss, als Spitzenkandidat für die AfD in Niedersachsen zu kandidieren. Aktuell arbeitet Marzischewski-Drewes neben seiner politischen Tätigkeit als Radiologe im Helios Klinikum Gifhorn. Im Jahr 2020 geriet er in die Kritik der Ärztekammer wegen seines Besuchs zum Zeitpunkt der Corona-Pandemie am 29. August in Berlin. Marzischewski-Drewes ist Mitglied einer Burschenschaft, wie er 2025 in einer Landtagsdebatte erklärte.
Stefan Marzischewski-Drewes ist geschieden und hat zwei Kinder.

## Politik
Er war bis 2024 Vorsitzender des AfD-Kreisverbands Gifhorn, war Beisitzer im Landesvorstand der Partei und nimmt politische Mandate als Stadtrat in Gifhorn sowie Vorsitzender der AfD-Fraktion im Kreistag Gifhorn wahr. Seit 2024 ist er stellvertretender Vorsitzender des AfD-Kreisverbands Gifhorn. Bei der Landtagswahl in Niedersachsen 2022 trat er als Spitzenkandidat seiner Partei an und zog über Platz 1 der AfD-Landesliste in den Landtag ein. Von 2022 bis 2024 war er Vorsitzender der AfD-Fraktion. Am 13. Februar 2024 trat er aus familiären Gründen vom Fraktionsvorsitz zurück.